# Chew Valley Lake
Chew Valley Lake är en vattenreservoar i Chew Valley i Somerset i England. Med arealen 4,9 km² är det den största konstgjorda sjön i sydvästra England.